# Lothian

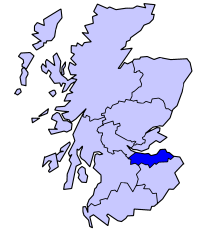
Localização de Lothian na Escócia

Lothian é uma região histórica da Escócia, localizada no sudeste do país, entre os rios Tweed e Forth.
Nos séculos III e IV foi ocupada por um povo britânico celta denominado votadinos, mas foi conquistada no século VII pelos Anglos. Já a partir do ano de 975 a região foi conquistada pelos reis da Escócia.
Em 1333, Lothian foi incorporada por Eduardo III de Inglaterra, e lentamente recuperada pela Escócia. Atualmente o nome Lothian sobrevive nas seguintes subdivisões do país:
- West Lothian
- Midlothian